# Antonio Ribot y Fontseré
Antonio Ribot y Fontseré (Vich, 1813-Madrid, 1871) fue un político y escritor español. 

## Biografía

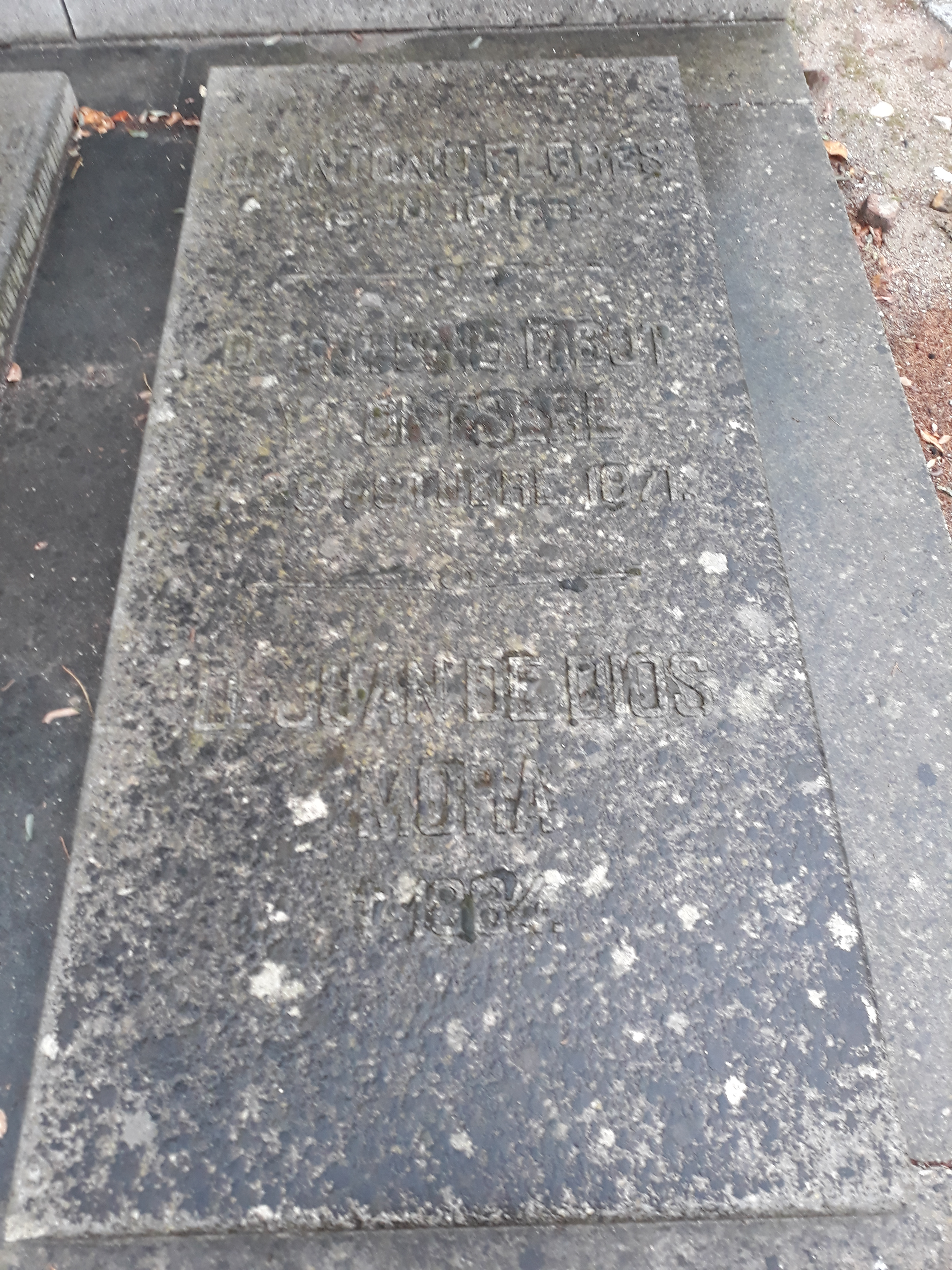
Tumba de Antonio Ribot en el cementerio de la Almudena

Nacido en Vich en 1813, era hijo del médico Juan de Dios Ribot y Mas. Después de estudiar medicina colaboró en publicaciones progresistas como El Vapor, El Propagador de la libertad y El Constitucional, así como en el periódico El Fandango.
Debido a sus convicciones políticas fue deportado junto a otros políticos a Cuba a los veinticuatro años de edad. Cuatro años después regresó a España, donde comenzó a compaginar política y escritura. En su papel político fue diputado de las Cortes Constituyentes de 1854-1856 por Barcelona.

## Obra
Además de obras de contenido político, escribió poesía (Los descendientes de Laomedonte y la ruina de Tarquino. Poema en prosa).
Entre sus obras se encuentran:
- Mis flores, 1837.
- Mi deportación, 1839.
- La revolución de julio en Madrid, 1854.[6]
- La autonomía de los partidos, 1856.